# Exysma laevigata
Exysma laevigata är en skalbaggsart som beskrevs av Henry Stephen Gorham 1891. Exysma laevigata ingår i släktet Exysma och familjen svampbaggar. Inga underarter finns listade i Catalogue of Life.